# المدرسة الفرنسية في نيكاراغوا
المدرسة الفرنسية في نيكاراغوا هي مدرسة دولية خاصة تقع في ماناغوا، نيكاراغوا.

## الروابط الخارجية
1. ↑  "Présentation نسخة محفوظة 4 أبريل 2015 على موقع واي باك مشين." (Archive نسخة محفوظة 2 أبريل 2015 على موقع واي باك مشين.)/"Presentación نسخة محفوظة 2 أبريل 2015 على موقع واي باك مشين." (Archive نسخة محفوظة 3 أبريل 2015 على موقع واي باك مشين.). Lycée Franco-Nicaraguayen Victor Hugo. Retrieved on 23 March 2015. - As of March 23, 2015, the breakdown of the student enrollment is only in the French version of the presentation page. Earlier version of this pageat the French Embassy of Nicaragua website. نسخة محفوظة 09 ديسمبر 2017 على موقع واي باك مشين.

- (بالفرنسية) Lycée Franco-Nicaraguayen Victor Hugo
- (بالإسبانية) Lycée Franco-Nicaraguayen Victor Hugo
- (بالفرنسية) "Découvrez le lycée Français de Managua !